# Chen Wei-ling
Chen Wei-ling (chinês tradicional: 陳葦綾, chinês simplificado: 陈苇绫, pinyin: Chén Wěilíng; 4 de janeiro de 1982) é uma halterofilista taiwanesa que ganhou a medalha de bronze na categoria até 48 kg, com um total de 196 kg, levantados nos Jogos Olímpicos de Pequim. Posteriormente, foi elevada à medalha de ouro após a desclassificação das duas primeiras colocadas por casos de doping.
Representou  Taiwan na categoria até 48 kg feminino do halterofilismo nos Jogos Olímpicos de Verão de 2016, no Rio de Janeiro, Brasil.